# Parham Maghsoodloo
Parham Maghsoodloo (in persiano پرهام مقصودلو‎; Gorgan, 12 agosto 2000) è uno scacchista iraniano, Grande Maestro.
Campione del mondo juniores nel 2018, dall'ottobre di quell'anno è nella top 100 del ranking mondiale. Ha vinto tre volte il campionato iraniano di scacchi. Nella lista FIDE di ottobre 2021 ha raggiunto i 2701 punti, superando la soglia che, informalmente, definisce i "SuperGM".

## Carriera
Maestro Internazionale dal 2016, lo stesso anno ha ottenuto anche il titolo di Grande Maestro.
Ha partecipato alla Coppa del Mondo 2015, nella quale è stato eliminato al primo turno da Wesley So con il risultato di 0-2.

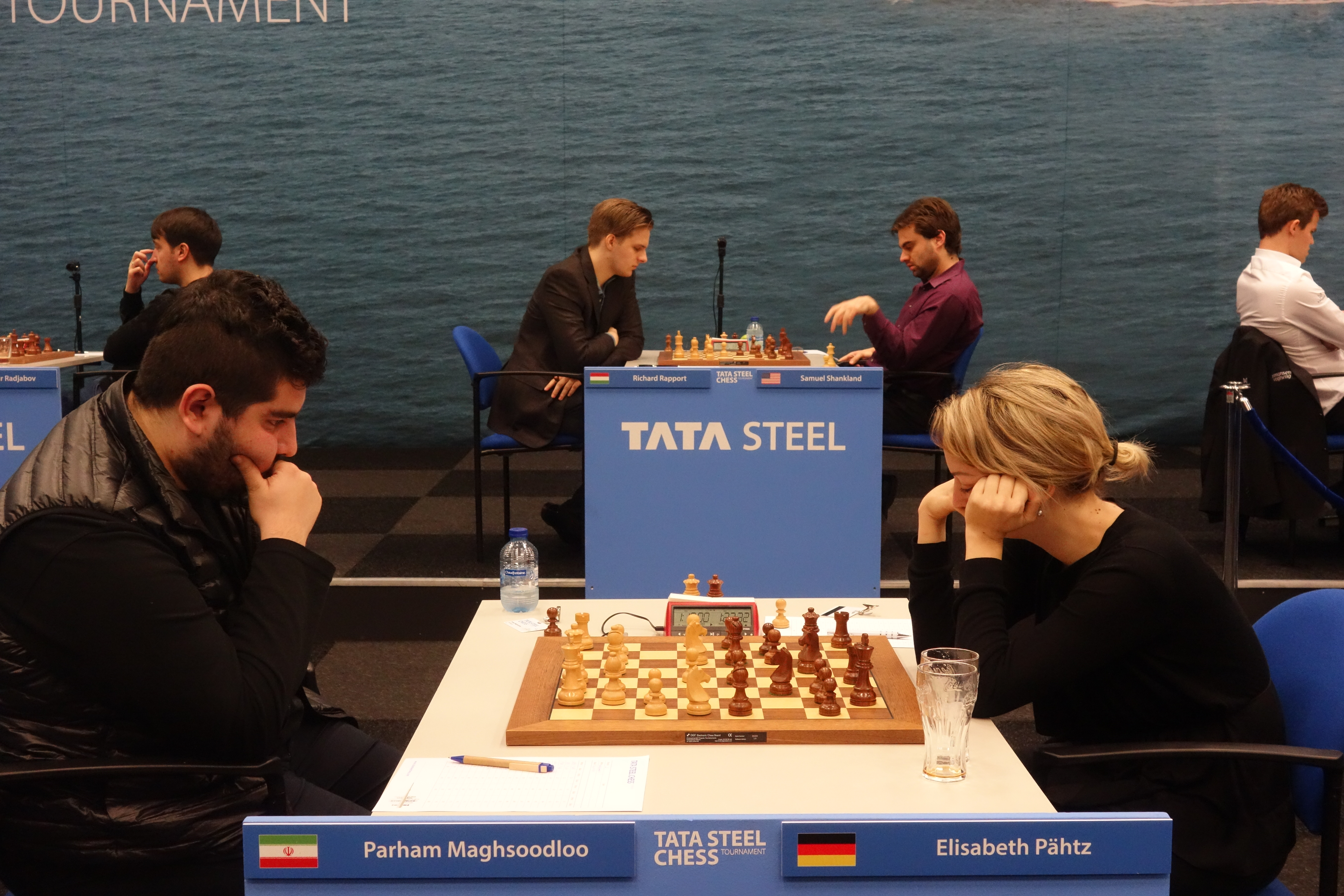
Contro Elisabeth Pähtz durante il Challenger di Wijk aan Zee. Alle loro spalle riconoscibili da sinistra a destra Teimur Radjabov, Richárd Rapport, Samuel Shankland e Magnus Carlsen

Nel marzo del 2017 vince il campionato iraniano con il punteggio di 7 su 11.
Nel marzo del 2018 vince per la seconda volta il campionato iraniano con il punteggio di 9 su 11.
Ha raggiunto il massimo punteggio Elo nel dicembre 2019 con 2690 punti, 2º iraniano e 43º al mondo.
Nel settembre 2018 a Gebze, in Turchia, vince con un turno di anticipo il Campionato del mondo U20 con il punteggio di 9,5 su 11 (+9 =1 -1, performance di 2823). Questo risultato gli vale l'invito alla sezione Challenger del Torneo di Wijk aan Zee e la partecipazione alla Coppa del Mondo 2019.. In novembre prende parte a San Pietroburgo al Chigorin Memorial, evento che lo vede concludere 9º con 7 su 9 ad un punto di distacco dal vincitore, il suo connazionale Pouya Idani.
Nel gennaio 2019 partecipa alla sezione Challenger del Torneo di Wijk aan Zee, chiudendo 7º su 14 con il punteggio di 7 su 13 (+4 =6 -3). In giugno partecipa come N.5 del tabellone al Campionato asiatico individuale nel quale giunge 23º con 5 punti su 9 (+3 =4 -2). In luglio, dopo aver superato in semifinale Jaime Santos Latasa per 2,5 a 1,5 e in finale Vasyl' Ivančuk per 3 a 1, vince la 32ª edizione del Torneo Magistral Ciudad de Leon, evento disputato con la cadenza di 20+10.
Nell'aprile del 2021 ha vinto per la terza volta il campionato iraniano di scacchi, concedendo agli avversari soltanto due patte in 15 turni. In ottobre vince il Campionato spagnolo a squadre in 2ª scacchiera per la DuoBeniaján Costa Calida.
Nel gennaio del 2023 è stato chiamato a prendere il posto di Jan-Krzysztof Duda nel Torneo di Wijk aan Zee dopo che il polacco si era ritirato per motivi personali. Maghsoodloo ha condiviso il quinto posto della classifica con Fabiano Caruana, totalizzando 7/13 (+4 =1 -3).
Nel 2024, in aprile vince la Bundesliga con la squadra SC Viernheim e in giugno l'Aqtöbe Open con 7,5/9. 
Nell'aprile 2025 vince il Reykjavík Open imbattuto con 7,5/9.

### Nazionale
Con la Nazionale ha partecipato come 2a scacchiera alle Olimpiadi di Baku 2016, evento che ha concluso con +5 =6 -0 nelle 11 partite giocate e come 1a scacchiera a quelle di Batumi 2018. In questa seconda partecipazione ha ottenuto 6,5 punti (+5 =3 -2).

## Controversie
Nel dicembre del 2020 è stato accusato di pratica irregolare e bloccato dal server di scacchi di Lichess, nell'ambito della Levitov Cup.